# Kecamatan Singkep Barat
Kecamatan Singkep Barat är ett distrikt i Indonesien.   Det ligger i provinsen Kepulauan Riau, i den västra delen av landet, 700 km norr om huvudstaden Jakarta. Kecamatan Singkep Barat ligger på ön Pulau Singkep.